# Flugplatz Mariazell

i7
i11
i13
Der Flugplatz Mariazell (ICAO-Code: LOGM) ist ein privater Flugplatz in Mariazell im österreichischen Bundesland Steiermark. Er wird durch den Segelflugsportklub Mariazell betrieben.

## Lage
Der Flugplatz liegt etwa 2 km nordwestlich des Zentrums der Gemeinde Mariazell. Naturräumlich liegt der Flugplatz zwischen dem Hochschwab und dem Ötscher.

## Flugbetrieb
Am Flugplatz Mariazell findet Flugbetrieb mit Segelflugzeugen, Motorseglern, Ultraleichtflugzeugen, Motorflugzeugen und Hubschraubern statt. Der Flugplatz verfügt über eine 500 m lange Start- und Landebahn aus Asphalt sowie über eine 500 m lange Start- und Landebahn aus Gras. Segelflugzeuge starten per Flugzeugschlepp. Nicht am Platz stationierte Flugzeuge benötigen eine Genehmigung des Platzhalters (PPR), um in Mariazell landen zu können. Der Flugplatz verfügt über eine Tankstelle für AvGas und MoGas.